# فريدريك ر. هاريس
كان الأميرال البحري فريدريك ر. هاريس (10 أبريل 1875 - 20 يوليو 1949)، من مدينة نيويورك، مهندسًا بحريًا أمريكيًا متخصصًا في الأحواض ومرافق الموانئ. وكان أيضًا هاويًا لطوابع البريد، جمع بعضًا من أروع المجموعات في تاريخ طوابع البريد.

## حياته
درس هاريس في المدارس الحكومية، ثم التحق بكلية مدينة نيويورك. ثم انتقل إلى معهد ستيفنز للتقنية، وتخرج عام 1896 حاصلًا على شهادة في الهندسة الميكانيكية، مع أن تركيزهُ كان منصبًا على الهندسة المدنية.
كان شخصًا منفتحًا ونشطًا في عدد من المنظمات في ستيفنز، فشغل منصب مدير أعمال ومحرر مجلة "ستيفنز لايف"، ورئيس جمعية ستيفنز للمناظرة، ورئيس لجنة كرة القدم للناشئين، وعضوًا في نادي الشطرنج وجمعية الهندسة، ومدير أعمال نوادي غلي وبانجو ومندولين.

بعد تخرجه، عمل في العديد من شركات الهندسة في مجال التصميم وإدارة المشاريع، وهي وظائف شاقة وواضحة للعيان بالنسبة لمهندس شاب.

## عملهُ في البحرية
في عام 1903، قرر الانضمام إلى البحرية الأمريكية، والتحق برتبة ملازم (JG) في سلاح المهندسين المدنيين البحري (CEC). عُيّن على الفور في مشاريع في حوض بناء السفن في نيويورك كمساعد مهندس، حيث أعاد بناء الحوض الجاف رقم 2 ومرافق أخرى.
عُيّن مساعدًا رئيسيًا مسؤولًا عن البناء في حوض بناء السفن في تشارلستون. كان المقاول يحاول استخدام مواد أساسيّة، وهدّده بالنقل إذا لم يسمح باستخدامها. أصرّ هاريس على موقفه، ونُقل لاحقًا إلى كي ويست. لكن الصحف المحلية ركّزت على قصة شاب يبذل قصارى جهده من أجل البلاد، وهو ما لفت انتباه الرئيس ثيودور روزفلت، فأُلغيت الأوامر وتراجعت الشركة. واصل هاريس عمله النموذجي في تشارلستون.
في أوائل العقد الثاني من القرن العشرين، واجه مشروعان رئيسيان للأحواض الجافة مشاكل. تعرّض "حوض هودو الجاف" في حوض بناء السفن في بروكلين لعطل هيكلي كبير أثناء البناء. جُرِّبت عدة طرق دون جدوى. استُشير هاريس، فأوصى بحلٍّ من الخرسانة المسلحة الثقيلة للبناء على الرمال المتحركة العميقة. نجح الحل، واكتمل بناء الحوض الجاف عام 1912.
في الحالة الثانية، واجهت بناء الحوض الجاف الجديد رقم 1 في بيرل هاربور، هاواي، مشاكل. كان من المقرر أن يكون هذا الحوض بطول 1000 قدم وعمق مياه 32 قدمًا حتى كتل العارضة، مع وجود مشاكل هيدروستاتيكية كبيرة في التصميم. كان هاريس عضوًا في فريق استشاري بقيادة ألفريد نوبل (المهندس الأمريكي)، وقدم الأفكار والرؤى الرئيسية لحل المشكلة وإكمال الحوض بنجاح. كان لهذا الحوض، بالطبع، أهمية بالغة في التعافي من الهجوم الياباني بالقنابل في 7 ديسمبر 1941، عندما غرقت أو تضررت 7 بوارج حربية. تم رفع العديد من البوارج الحربية وإصلاحها جزئيًا في الحوض رقم 1 قبل إرسالها إلى الساحل الغربي لإجراء إصلاحات كاملة.
في عام 1913، رُقِّي الملازم هاريس إلى رتبة ملازم قائد. واصل عمله في نيويورك، وأضاف مهامًا إضافية إلى فيلادلفيا، حيث تولى مسؤولية الأشغال العامة في حوض بناء السفن في فيلادلفيا. وقد لفتت قدرته على تحديد المشكلات وحلها، وتصميم الحلول المناسبة، انتباه شخصيات رئيسية. وأوصى وفد من الكونغرس في بروكلين البحرية بتعيينه رئيسًا لمكتب أحواض بناء السفن والأرصفة التابع للبحرية.
نفذت التوصية بسرعة. في 17 يناير 1916، عيّن الرئيس وودرو ويلسون الملازم أول هاريس رئيسًا لمكتب أحواض بناء السفن والأرصفة. وشمل ذلك ترقية، متجاوزًا رتبتي قائد ونقيب، إلى رتبة لواء بحري. وكان هاريس أصغر لواء بحري في البحرية، في سن 41 عامًا. وأصبح هاريس الآن مسؤولًا عن أكثر مكاتب البحرية الخمسة نفوذًا، بما في ذلك مكتب البناء والإصلاح (السفن)، ومكتب الذخائر. وهذا جعله مسؤولًا عن نسبة كبيرة (100 مليون دولار من أصل 330 مليون دولار، أو 30%) من إجمالي ميزانية الدفاع الأمريكية في ذلك الوقت. وفي الوقت المناسب تمامًا للحرب العالمية الأولى.
كان الأدميرال هاريس مسؤولًا عن عدد من المشاريع الكبرى خلال الحرب العالمية الأولى، وحصل على وسام الصليب البحري تقديرًا لخدماتهِ. بالإضافة إلى حوض جاف جديد في فيلادلفيا ومشاريع أخرى متنوعة، تعاون هاريس مع فرانكلين د. روزفلت في خطة لإنشاء حاجز ألغام عبر بحر الشمال، من جزر أوركني إلى الساحل النرويجي. وقد نُفذ هذا المشروع بنجاح، مما قلل من قدرة البحرية الألمانية على تشغيل الغواصات في شمال المحيط الأطلسي.

## مهنة الهندسة المدنية
تقاعد هاريس عام 1927 ليؤسس شركة فريدريك ر. هاريس للاستشارات الهندسية. مع اندلاع الحرب العالمية الثانية في ديسمبر 1941، كان مكتب الأحواض والأحواض يعرف تمامًا أين يتجه لتصميم وهندسة حوض جاف عائم كبير يمكن وضعه بالقرب من مناطق القتال في جنوب المحيط الهادئ. استخدم هاريس مفهومه لغرفة الطفو المركزية كميزة تمكينية لإنتاج تصميم ذاتي الدعم لحوض جاف متنقل، وهو الحوض القاعدي المتقدم (ABSD، أو لاحقًا AFDB). شمل هذا الحوض جميع المرافق اللازمة لدعم الطاقم، وإدارة العمليات، والاتصالات، وإصلاحات السفن الأساسية - الهيكل، والهيكل، والسباكة، والكهرباء، إلخ. كما شمل الصيانة الدورية، بالإضافة إلى الأضرار الناجمة عن الكاميكازي والقنابل والقذائف والطوربيدات وغيرها من الحوادث المؤسفة مثل الاصطدامات.
خلال الحرب العالمية الثانية، نمت الشركة إلى 600 موظف، مع العديد من مشاريع الموانئ والمرافق. حتى الأميرال هازباند إي. كيميل (CINCPACFLT في 7 ديسمبر 1941) عمل مع الأميرال هاريس، إذ كان كيميل على دراية واسعة بالتصميم الداخلي للبوارج الحربية، وهو ما وجده هاريس قيمًا في تصميم أنظمة الدفاع الجوي البرمائية (ABSD). وتعاونا لاحقًا في إعداد مقترحات ما بعد الحرب للمرافق البحرية.

## براءات الاختراع البارزة
كان هاريس مسؤولاً عن عدد من التصاميم المبتكرة في هندسة الأحواض الجافة العائمة. وقد أدت براءة اختراعه لغرفة طفو مركزية (براءة الاختراع الأمريكية رقم 2,291,077) مباشرةً إلى حصوله على براءة اختراع "حوض جاف عائم متعدد الوحدات" (براءة الاختراع الأمريكية رقم 2,379,904، أبريل 1943)، والتي شكلت أساس أحواض القاعدة المتقدمة (ABSD، أو AFDB لاحقًا) التابعة للبحرية الأمريكية والتي استُخدمت في الحرب العالمية الثانية.

## هواية جمع الطوابع
اشتهر هاريس بمجموعتهِ من طوابع بريد هاواي. شارك مع هنري ألبرت ماير، وويليام جيه. ديفي، وجون كيه. باش، وآخرين، في تأليف كتاب "هاواي: طوابعها وتاريخها البريدي" عام 1948. بالإضافة إلى مجموعتهِ الخاصة بطوابع جزر هاواي، أنشأ هاريس مجموعات عالمية المستوى من طوابع سيلان ودول إيطاليا التاريخية.

## نشاطه الطوابعي
كان هاريس مؤسسًا وأمينًا لمؤسسة الطوابع، وكان رئيسًا وخبيرًا فيها حتى وفاته. كما ترأس هاريس اللجنة الإدارية للمعرض الدولي الثالث للطوابع (TIPEX) عام 1936، ورئيسًا للمعرض الدولي المئوي للطوابع (CIPEX) عام 1947.

## التكريم
- ادرج اسم فريدريك في قاعة مشاهير الجمعية الأمريكية لهواة طوابع البريد عام 1950.
- مُنح هاريس درجة الدكتوراه الفخرية في الهندسة من معهد ستيفنز للتقنية عام 1921.
- مُنح وسام الصليب البحري تقديرًا لخدماتهِ المتميزة في مهمة ذات مسؤولية جسيمة كرئيس لمكتب الأحواض والأحواض البحرية خلال الحرب العالمية الأولى.